# Кваме Вон
 Кваме Вoн (енгл. Kwame Vaughn; Оукланд, Калифорнија, 31. мај 1990) амерички је кошаркаш. Игра на позицији плејмејкера.

## Каријера
Вoн је колеџ каријеру провео на универзитетима Сан Франциско (2008–2010) и Кал Стејт Фулертон (2011–2013). Прву професионалну сезону је одиграо у италијанској другој лиги за екипу Форитудо Агригенто. Наредне сезоне је играо у Израелу за друголигаша Ирони Рамат Ган. Сезону 2015/16. је почео у екипи Антверп џајантса да би у априлу 2016. прешао у Ирони Нахарију до краја сезоне. Сезону 2016/17. је почео у екипи Асвела и са њима освојио Суперкуп Француске. Ипак већ у октобру 2016. је напустио Асвел и прешао у Скајлајнерс Франкфурт са којим је провео остатак сезоне. У септембру 2017. постао је играч Ариса али је крајем новембра исте године отпуштен.
У јануару 2018. потписао је уговор са Партизаном до краја сезоне. Са Партизаном је освојио Куп Радивоја Кораћа 2018. године победом у финалу над Црвеном звездом у Нишу 81:75.

## Успеси

### Клупски
- Асвел :
  - Суперкуп Француске (1): 2016.
- Партизан:
  - Куп Радивоја Кораћа (1): 2018.